# Lương thư
| Nhị thập tứ sử | Nhị thập tứ sử | Nhị thập tứ sử              | Nhị thập tứ sử |
| -------------- | -------------- | --------------------------- | -------------- |
| STT            | Tên sách       | Tác giả                     | Số quyển       |
| 1              | Sử ký          | Tư Mã Thiên                 | 130            |
| 2              | Hán thư        | Ban Cố                      | 100            |
| 3              | Hậu Hán thư    | Phạm Diệp                   | 120            |
| 4              | Tam quốc chí   | Trần Thọ                    | 65             |
| 5              | Tấn thư        | Phòng Huyền Linh (chủ biên) | 130            |
| 6              | Tống thư       | Thẩm Ước                    | 100            |
| 7              | Nam Tề thư     | Tiêu Tử Hiển                | 59             |
| 8              | Lương thư      | Diêu Tư Liêm                | 56             |
| 9              | Trần thư       | Diêu Tư Liêm                | 36             |
| 10             | Ngụy thư       | Ngụy Thâu                   | 114            |
| 11             | Bắc Tề thư     | Lý Bách Dược                | 50             |
| 12             | Chu thư        | Lệnh Hồ Đức Phân (chủ biên) | 50             |
| 13             | Tùy thư        | Ngụy Trưng (chủ biên)       | 85             |
| 14             | Nam sử         | Lý Diên Thọ                 | 80             |
| 15             | Bắc sử         | Lý Diên Thọ                 | 100            |
| 16             | Cựu Đường thư  | Lưu Hú (chủ biên)           | 200            |
| 17             | Tân Đường thư  | Âu Dương Tu, Tống Kỳ        | 225            |
| 18             | Cựu Ngũ Đại sử | Tiết Cư Chính (chủ biên)    | 150            |
| 19             | Tân Ngũ Đại sử | Âu Dương Tu (chủ biên)      | 74             |
| 20             | Tống sử        | Thoát Thoát (chủ biên)      | 496            |
| 21             | Liêu sử        | Thoát Thoát (chủ biên)      | 116            |
| 22             | Kim sử         | Thoát Thoát (chủ biên)      | 135            |
| 23             | Nguyên sử      | Tống Liêm (chủ biên)        | 210            |
| 24             | Minh sử        | Trương Đình Ngọc (chủ biên) | 332            |
| -              | Tân Nguyên sử  | Kha Thiệu Mân (chủ biên)    | 257            |
| -              | Thanh sử cảo   | Triệu Nhĩ Tốn (chủ biên)    | 529            |

Lương thư  (chữ Hán phồn thể: 梁書; giản thể: 梁书) là một sách lịch sử theo thể kỷ truyện trong 24 sách lịch sử Trung Quốc (Nhị thập tứ sử) do Diêu Tư Liêm đời Đường kế thừa cha là Diêu Sát đời Trần viết và biên soạn vào năm Trinh Quán thứ 3 (năm 629), đến năm Trinh Quán thứ 10 (năm 636) thì hoàn thành. 
Tổng cộng có 56 quyển, bao gồm Bản kỷ 6 quyển, Liệt truyện 50 quyển, không có Chí, Biểu, sách ghi chép lịch sử hưng thịnh và suy vong của nhà Lương thời Nam Bắc Triều từ khi Lương Vũ Đế kiến quốc năm 502 đến khi Lương Kính Đế bị Trần Bá Tiên phế truất năm 557.

## Mục lục

### Bản kỷ
- Quyển 1 - Vũ Đế thượng
- Quyển 2 - Vũ Đế trung
- Quyển 3 - Vũ Đế hạ
- Quyển 4 - Giản Văn Đế
- Quyển 5 - Nguyên Đế
- Quyển 6 - Kính Đế

### Liệt truyện
- Quyển 7: Liệt truyện 1 Hoàng hậu truyện - Thái Tổ Trương hoàng hậu,  Cao Tổ Si hoàng hậu,  Thái Tông Vương hoàng hậu,  Cao Tổ Đinh Quý Tần,  Cao Tổ Nguyễn Tu Dung,  Thế Tổ Từ phi
- Quyển 8: Liệt truyện 2 - Chiêu Minh thái tử,  Ai thái tử,  Mẫn Hoài thái tử truyện
- Quyển 9: Liệt truyện 3 - Vương Mậu,  Tào Cảnh Tông,  Liễu Khánh Viễn truyện
- Quyển 10: Liệt truyện 4 - Tiêu Dĩnh Đạt,  Hạ Hầu Tường,  Sái Đạo Cung,  Dương Công Tắc,  Đặng Nguyên Khởi truyện
- Quyển 11: Liệt truyện 5 - Trương Hoằng Sách,  Dữu Vực,  Trịnh Thiệu Thúc,  Lữ Tăng Trân truyện
- Quyển 12: Liệt truyện 6 - Liễu Đàm,  Tịch Xiển Văn,  Vi Duệ truyện
- Quyển 13: Liệt truyện 7 - Phạm Vân,  Thẩm Ước,  Thẩm Tuyền truyện
- Quyển 14: Liệt truyện 8 - Giang Yêm,  Nhiệm Phưởng truyện
- Quyển 15: Liệt truyện 9 -  Tạ Phỉ truyện
- Quyển 16: Liệt truyện 10 -  Vương Lượng,  Trương Tắc,  Vương Oánh truyện
- Quyển 17: Liệt truyện 11 - Vương Trân Quốc,  Mã Tiên Bì,  Trương Tề truyện
- Quyển 18: Liệt truyện 12 - Trương Huệ Thiệu,  Phùng Đạo Căn,  Khang Huyến,  Xương Nghĩa Chi truyện
- Quyển 19: Liệt truyện 13 - Tông Quái,  Lưu Thản,  Nhạc Ái truyện
- Quyển 20: Liệt truyện 14 - Lưu Quý Liên,  Trần Bá Chi truyện
- Quyển 21: Liệt truyện 15 - Vương Chiêm,  Vương Chí,  Vương Tuấn,  Vương Can,  Vương Thái,  Vương Phần,  Trương Sung,  Liễu Uẩn,  Sái Tỗn,  Giang Thiến truyện
- Quyển 22: Liệt truyện 16 Thái Tổ Ngũ Vương - Lâm Xuyên Vương Hoành, An Thành Vương Tú,  Nam Bình Vương Vĩ,  Bà Dương Vương Khôi,  Thủy Hưng Vương Đảm truyện
- Quyển 23: Liệt truyện 17 - Trường Sa Tự Vương Nghiệp,  Vĩnh Dương Tự Vương Bá Du,  Hành Dương Tự Vương Nguyên Giản,  Quế Dương Tự Vương Tượng truyện
- Quyển 24: Liệt truyện 18 - Tiêu Cảnh truyện
- Quyển 25: Liệt truyện 19 - Chu Xá, Từ Miễn truyện
- Quyển 26: Liệt truyện 20 - Phạm Tụ, Phó Chiêu, Tiêu Sâm, Lục Cảo truyện
- Quyển 27: Liệt truyện 21 - Lục Thùy, Đáo Hợp, Minh Sơn Tân, Ân Quân, Lục Tương truyện
- Quyển 28: Liệt truyện 22 - Phỉ Thúy, Hạ Hầu Đản, Vi Phóng truyện
- Quyển 29: Liệt truyện 23 Cao Tổ tam vương truyện - Nam Khang Vương Tích, Lư Lăng Uy Vương Tục,  Thiệu Lăng Huề Vương Luân
- Quyển 30: Liệt truyện 24 - Bùi Tử Dã, Cố Hiệp, Từ Si, Bảo Tuyền truyện
- Quyển 31: Liệt truyện 25 - Viên Ngang truyện
- Quyển 32: Liệt truyện 26 - Trần Khánh Chi, Lan Khâm truyện
- Quyển 33: Liệt truyện 27 - Vương Tăng Nhụ, Trương Suất, Lưu Hiếu Xước, Vương Quân truyện
- Quyển 34: Liệt truyện 28 - Trương Miễn truyện
- Quyển 35: Liệt truyện 29 - Tiêu Tử Khác truyện
- Quyển 36: Liệt truyện 30 - Khổng Hưu Nguyên, Giang Cách truyện
- Quyển 37: Liệt truyện 31 - Tạ Cử, Hà Kính Dung truyện
- Quyển 38: Liệt truyện 32 - Chu Dị, Hạ Sâm truyện
- Quyển 39: Liệt truyện 33 - Nguyên Pháp Tăng, Nguyên Thụ, Nguyên Nguyện Đạt, Vương Thần Niệm,  Dương Khản,  Dương Nha Nhân truyện
- Quyển 40: Liệt truyện 34 - Tư Mã Quýnh, Đáo Khái, Lưu Hiển, Lưu Chi Lấn,  Hứa Mậu truyện
- Quyển 41: Liệt truyện 35 - Vương Quy, Vương Thừa, Chử Tường, Tiêu Giới, Chử Cầu, Lưu Nhụ, Lưu Tiềm, Ân Vân, Tiêu Kỷ truyện
- Quyển 42: Liệt truyện 36 - Tang Thuẫn,  Phó Kỳ truyện
- Quyển 43: Liệt truyện 37 - Vi Xán,  Giang Tử Nhất, Trương Thặng, Thẩm Tuấn, Liễu Kính Lễ truyện
- Quyển 44: Liệt truyện 38 Thái Tông thập nhất vương,  Thế Tổ nhị tử  truyện  -
- Quyển 45: Liệt truyện 39 - Vương Tăng Biện truyện
- Quyển 46: Liệt truyện 40 - Hồ Tăng Hữu, Từ Văn Thịnh, Đỗ Trắc, Âm Tử Xuân truyện
- Quyển 47: Liệt truyện 41 Hiếu hành truyện –
- Quyển 48: Liệt truyện 42 Nho lâm truyện -
- Quyển 49: Liệt truyện 43 Văn học truyện thượng - Đáo Hàng, Khâu Trì, Lưu Bao, Viên Tuấn, Dữu Ư Lăng,  Lưu Chiêu, Hà Tốn, Chung Vanh, Chu Hưng Tự
- Quyển 50: Liệt truyện 44 Văn học truyện hạ -
- Quyển 51: Liệt truyện 45 Xử sĩ truyện - Hà Điểm, Nguyễn Hiếu Tự,  Đào Hoằng Cảnh,  Gia Cát Cừ,  Thẩm Ỷ,  Lưu Huệ Phỉ,  Phạm Nguyên Diễm,  Lưu Hu,  Lưu Hiêu, Dữu Sân,  Trương Hiếu Tú,  Dữu Thừa Tiên
- Quyển 52: Liệt truyện 46 Chỉ túc truyện - Cố Hiến Chi,  Đào Quý Trực,  Tiêu Tố
- Quyển 53: Liệt truyện 47 Lương lại truyện -
- Quyển 54: Liệt truyện 48 Chư Di truyện - Lâm Ấp, Phù Nam, Bàn Bàn,  Đan Đan, Can Đà Lợi, Lang Nha Tu,  Bà Lợi,  Trung Thiên Trúc, Sư Tử,  Cao Câu Ly, Bách Tế,  Tân La,  Oa, Văn Thân,  Đại Hán, Phù Tang,  Vương Quốc Hà Nam,  Cao Xương,  Hoạt, Chu Cổ Kha,  A Bạt Đàn,  Hồ Mật Đan,  Bạch Đề,  Khưu Từ,  Can Điền, Khát Bàn ,  Mạt,  Ba Tư,  Đãng Xương,  Đặng Chí,  Vũ Hưng,  Nhuế Nhuế
- Quyển 55: Liệt truyện 49  - Dự Chương vương Tông,  Vũ Lăng vương Kỷ,  Lâm Hạ vương Chính Đức, Hà Đông vương Dự truyện
- Quyển 56: Liệt truyện 50  - Hầu Cảnh,  Vương Vĩ truyện